# Johan Georg Forchhammer
Johan Georg Forchhammer, född 26 juli 1794 i Husum, Slesvig, död 14 december 1865 i Köpenhamn, var en dansk geolog, grundläggare av den danska geologin. Han var bror till Peter Wilhelm Forchhammer och far till Johannes Forchhammer.
Forchhammer blev tidigt intresserad av naturvetenskaperna och var 1810-15 elev på apoteket i Husum. Därefter började han studera fysik, kemi och farmaci vid Kiels universitet; samtidigt ägnade han sig mycket åt mineralogi. I Kiel stiftade han 1816 bekantskap med den danska drottningens livläkare, Joachim Dietrich Brandis, som var engagerad i ett planerat gasverk i Köpenhamn, vars ledning han tänkte överlåta åt Forchhammer. Han reste därför 1818 till Köpenhamn, där dock gasverksplanerna lades ned, men han kom nu i kontakt med Hans Christian Ørsted och blev kemisk assistent hos honom. Då Ørsted och Lauritz Esmarch i augusti 1818 fick i uppdrag att undersöka Bornholms geologiska byggnad, främst för att lära känna därvarande stenkollager och järnhaltiga avlagringar, blev Forchhammer inbjuden att delta, och denna undersökning, som utfördes 1818-19, fick avgörande betydelse för hans senare studier. Av de publicerade berättelserna framgår att Forchhammer hade en mycket väsentlig del i resultatet. 
År 1820 försvarade han avhandlingen De mangano för filosofie doktorsgraden. Han reste därefter med stipendium till England och Skottland, där han inte bara studerade geologiska förhållanden, utan även teknisk verksamhet, som kunde tänkas vara möjlig att införa i Danmark. Dessutom kom han där i kontakt med flera av dåtidens främsta naturforskare, bland andra Humphry Davy, John Dalton och Robert Jameson. Från Skottland reste Forchhammer till Färöarna, där han undersökte basalt- och kolbildningarna. Året efter sin hemkomst fick han (1822) anställning som färglaborant vid Den Kongelige Porcelænsfabrik, och 1823 blev han lektor i kemi och mineralogi. Vid Den Polytekniske læreanstalts inrättande 1829 anställdes han där som lärare i samma ämnen, och efter Ørsteds död var han tillika direktör för läroanstalten. Vidare utnämndes han 1831 till professor mineralogiæ vid Köpenhamns universitet. Han behöll dessa befattningar intill sin död.
I de över 40 år som Forchhammer var knuten till Köpenhamns universitet och Polyteknisk læreanstalt publicerade han cirka 200 större och mindre studier, varav dock en icke obetydlig del är upprepningar. Hans forskningsfält var efter nutida begrepp mycket omfattande och sträckte sig från kemi genom mineralogi och kristallografi till nästan alla geologins grenar. Paleontologin stod dock honom främmande, vilket bland annat medförde att han stundom kunde ta fel i fråga om avlagringarnas inbördes ålder. 
Störst betydelse fick Forchhammers undersökningar av Danmarks geologiska byggnad, som före hans tid var så okänd, att hans arbete där kan sägas vara banbrytande. Efter några mindre avhandlingar, som främst behandlade Danmarks kritbildningar, publicerade han 1835, som den första sammanhängande framställningen av Danmarks geologiska byggnad, den större avhandlingen Danmarks geognostiske forhold, for saa vidt de er afhængige af dannelser, der er sluttede (det första på danska tryckta universitetsprogrammet). Två år senare utgav han Om de bornholmske kulformationer, som var den första utförliga beskrivningen av dessa bildningar. Ett par mindre avhandlingar rörde Nyere kridt, och i Om Færøernes geognostiske beskaffenhed (1824) offentliggjorde han de geologiska resultaten av resan till dessa öar. 
Även Danmarks tertiärformation och alluvialbildningar var föremål för hans undersökningar, liksom att han riktade uppmärksamheten mot de sedan tertiärperioden fortgående nivåförändringarna. Som förklaring till lermoränens bildning förkastade han både Nils Gabriel Sefströms "rullstensflod" och Louis Agassiz glacialteori och uppställde en självständig teori, enligt vilken lermoränen skulle bero på eruptioner av gyttjevulkaner, som hade lösryckt underjordens bergarter och bringat dem upp till jordytan. Tryckningen av en på tyska skriven Danmarks geologi stoppades på grund av slesvig-holsteinska krigets utbrott 1848 och en senare planerad dansk utgåva blev likaledes inställd. I avhandlingen Bidrag til skildringen af Danmarks geografiske forhold i deres afhængighed af landets indre geognostiske bygning (universitetsprogram 1858) finns däremot en översikt över de viktigaste resultaten av hans geologiska undersökningar av landet.
Av Forchhammers många arbeten på den mineralkemins område behandlar en del fältspatens ombildning till kaolin och lera samt koksaltets inverkan på mineralbildningen. Här kan även nämnas hans kemiska undersökningar av havets djur och växter, men först och främst av havsvattnets sammansättning (Om søvandets bestanddele og deres fordeling i havet, 1859). Han visade, att en stor del av de då kända grundämnena kan påvisas i havsvattnet eller i de marina organismerna, och han gav en med kartor försedd översikt över saltmängdens variation i havsvattnet. Genom detta arbete blev han en av den moderna hydrografins grundläggare.
Av Forchhammers många övriga arbeten kan särskilt nämnas Lærebog i stoffernes almindelige chemi (1842), som i omkring 40 år var den bästa danska läroboken i kemi. Han var en utmärkt lärare, men han bildade inte någon skola, troligen därför att hans intressen var spridda över ett så stort område. Han försökte ständigt göra sina kunskaper nyttiga for allmänheten. Han var en uppskattad föredragshållare och anlitades ofta som rådgivare då det gällde praktiska angelägenheter som berörde kemi eller geologi. Slutligen kan i detta sammanhang nämnas hans insatser vid inrättandet av Rosenborg brøndanstalt.
Redan 1825 blev Forchhammer ledamot av Videnskabernes Selskab, och 1851 valdes han efter Ørsteds död till sällskapets sekreterare. Även i utlandet vann hans arbete stor erkännande, och många vetenskapliga sällskap upptog honom som ledamot, däribland Kungliga Vetenskapsakademien (1863).